# Meunasah Jok
Meunasah Jok is een bestuurslaag in het regentschap Aceh Utara van de provincie Atjeh, Indonesië. Meunasah Jok telt 619 inwoners (volkstelling 2010).